# 尼登多弗贝格
尼登多弗贝格是奥地利蒂罗尔州库夫施泰因县的一个市镇。总面积12.15平方公里，总人口667人，人口密度54.9人/平方公里（2005年）。